# Diritti LGBT alle Nazioni Unite
Discussioni di Diritti LGBT alle Nazioni Unite comprendono risoluzioni e dichiarazioni congiunte nell'Assemblea generale delle Nazioni Unite e il Consiglio per i diritti umani delle Nazioni Unite (UNHRC), attenzione da parte dei meccanismi per i diritti umani condotti da esperti e da parte di agenzie dell'ONU.
A partire dalla fondazione nel 1945, gli organi politici delle Nazioni Unite non hanno parlato di diritti LGBT (riguardanti uguaglianza senza distinzione di orientamento sessuale o identità di genere) fino al dicembre 2006, quando la Norvegia ha presentato una dichiarazione congiunta riguardo violazioni di diritti umani basate su orientamento sessuale e identità di genere alla Commissione per i diritti umani a nome di 54 stati. Questa venne seguita da una dichiarazione congiunta presentata all'Assemblea Generale nel dicembre del 2008 dall'Argentina a nome di 66 stati. La dichiarazione del 2008 ha provocato una dichiarazione in opposizione supportata dalla Lega araba. Entrambe le dichiarazioni restano aperte ad ulteriori firme, e nessuna delle due è stata adottata ufficialmente dall'Assemblea Generale
Il 17 giugno 2011, il Sudafrica ha diretto una risoluzione all'UNHRC che richiedeva che l'Alto Commissario delle Nazioni Unite per i Diritti Umani preparasse una relazione per "documentare leggi e pratiche discriminatore e atti di violenza contro gli individui basati su orientamento sessuale e identità di genere" a seguito e implementazione della Dichiarazione e Programma di Azione di Vienna. La risoluzione è passata con 23 voti a favore e 19 contro, con tre astensioni da parte di Burkina Faso, Cina e Zambia. Fu la prima di tali risoluzioni e venne celebrata come "storica".
La relazione, pubblicata nel dicembre del 2011, documentava violazioni basate su orientamento sessuale e identità di genere, compresi crimini d'odio, criminalizzazione dell'omosessualità e discriminazione. L'Alto Commissario Navi Pillay richiese uguali età del consenso, comprensive leggi anti-discriminazione basate sull'orientamento sessuale; immediata investigazione e registrazione di crimini d'odio; l'abrogazione di leggi che criminalizzino l'omosessualità; e altre misure per assicurare la protezione dei diritti delle persone LGBT. Il testo della relazione da parte dell'UNHRC è datato 17 no 2011.
Separatamente, fu annunciato nel luglio 2014 che le Nazioni Unite (in qualità di datore di lavoro) avrebbero esteso uguali benefici agli impiegati in unioni tra persone dello stesso sesso in giurisdizioni dove sono legali.
Nel settembre 2014 Brasile, Cile, Colombia e Uruguay diressero una risoluzione successiva all'UNHRC. Questa seconda risoluzione su "diritti umani, orientamento sessuale e identità di genere" è passato con un aumento del margine di voto (25 a 14, 7 astensioni), riflettendo il trend verso un maggiore supporto da parte degli stati membri nell'affrontare questi temi a livello internazionale. La risoluzione richiedeva all'Alto Commissario di aggiornare la relazione del 2011 ‘con una prospettive per la condivisione di buone pratiche o modi per superare violenze e discriminazione, applicando le leggi e standard internazionali esistenti in materia di diritti umani". L'aggiornamento venne presentato al Consiglio per i Diritti Umani nel giugno 2015.
Nel 2016 l'UNHRC ha passato una risoluzione per nominare un "esperto indipendente" con lo scopo di individuare le cause della violenza e discriminazione contro le persone dovute alla loro identità di genere e orientamento sessuale, e discutere con i governi sul come proteggere queste persone.
Sempre nel 2016, il Consiglio di Sicurezza dell'ONU ha condannato la strage di Orlando; questa dichiarazione segnala la prima volta che il Consiglio di Sicurezza ha utilizzato un linguaggio che riconosce la violenza ai danni della comunità LGBT.